# Хаборо

44°21′39″ пн. ш. 141°41′51″ сх. д. / 44.36083° пн. ш. 141.69750° сх. д.
Хаборо́ (яп. 羽幌町, はぼろちょう, МФА: [haboɾo t͡ɕoː]) — містечко в Японії, в повіті Томамае округу Румой префектури Хоккайдо. Станом на 1 жовтня 2008 року площа містечка становила 472,53 км². Станом на 31 березня 2017 населення містечка становило 7253 осіб.